# Duyun
Duyun (Chinees: 都匀, vereenvoudigd: 都勻, pinyin: Dūyún) is de hoofdplaats van de Autonome Buyei & Miao prefectuur Qiannan in de zuidelijke Chinese provincie Guizhou. Bij de census van 2000 telde de oude stad 88.391 inwoners en de gemeente 463.426, van wie 41% Buyi, 32% Han-Chinees, 15% Miao (Hmong) en 7% Shui. De overige 5% wordt gevormd door nog tien van de 55 officieel onderscheiden etnische minderheden in het land. Bij een schatting in 2010 waren er 91297 inwoners. Gelegen bij de samenvloeiing van verschillende rivieren, is Duyun een schakel tussen Guizhou en de kustprovincie Guangxi.
In 1735 raakte de plaats al vroeg betrokken bij de eerste grote oorlog van de Miao tegen de overheersing van het keizerrijk en de inmenging van Han-Chinezen in het gebied. De lokale bewindvoerders waren niet in staat om de revolutie te bedwingen en stelden voor om met de opstandelingen te onderhandelen, maar de jonge keizer Qianlong riep hen terug en stuurde een leger onder leiding van de ervaren generaal Zhang Guangsi om de rust te herstellen. De laatste rebellen werden in november 1736 na een verbeten strijd in Niupidajing verslagen. Zhang, inmiddels benoemd tot gouverneur van Guizhou, liet wegen aanleggen en investeerde in de economie om het federale gezag te versterken en vrede te bevorderen, maar de oorzaak van de spanning was niet weggenomen en het geweld zou aan het eind van eeuw opnieuw ook in Duyun oplaaien.
De stad ligt aan de China National Highway 210. Het dichtstbijzijnde vliegveld is Guiyang Longdongbao International Airport in de provinciehoofdstad Guiyang, ongeveer 100 km ten noordoosten van Duyun. De omgeving is betrekkelijk dunbevolkt en kent weinig industriële ontwikkeling, een van de redenen waarom in de bergen 160 km ten zuidoosten van Duyun de gevoelige Five hundred meter Aperture Spherical Telescope is gebouwd. In de stad zelf staan ijzer- en staalfabrieken. Volgens de Laogai Research Foundation is er ook een laogai dwangarbeiderskamp in Tongzhou Prison, tevens bekend als de Guizhou Duyun Water Pump Factory.